# Caranx
Caranx ist eine aus 19 Arten bestehende Gattung  der Stachelmakrelen (Carangidae). Caranx-Arten kommen in tropischen und subtropischen Zonen des Atlantiks, Pazifiks und des Indischen Ozeans vor.

## Merkmale
Caranx-Arten werden 55 bis 170 cm  lang. Sie sind hochrückig, seitlich stark abgeflacht und besitzen die typische Stachelmakrelengestalt mit tief heruntergezogenem Kopfprofil. Ihre Oberkiefer sind mit einer äußeren Reihe mittelgroßer bis kräftiger Fangzähne und einer inneren Reihe kleinerer Zähne besetzt. Der Unterkiefer besitzt nur eine Zahnreihe. Auch das Pflugscharbein ist bezahnt.
Die Brustflossen sind sichelförmig und bei ausgewachsenen Tieren länger als der Kopf. Der Rand des Cleithrum ist glatt, ohne hintere Papillen. Die von harten Flossenstrahlen gestützte Rückenflosse ist weniger hoch als die weichstrahlige. Die Seitenlinie verläuft unterhalb der hartstrahligen Rückenflosse in Rückennähe und biegt dahinter zur Seitenmitte ab. 
Von den etwa 25 bis 56 Seitenlinienschuppen sind die hinteren mit langen Stacheln versehen, die ebenso lang und hoch werden können wie der Augendurchmesser. Der Schwanzflossenstiel weist an jeder Seite ein Paar von Kielen auf, Gruben fehlen. Die Schwanzflosse ist immer stark gegabelt.
Insgesamt ist die Gattung schlecht beschrieben, und die Abgrenzungen zu verwandten Gattungen sind nicht klar definiert.

## Arten
- Caranx bartholomaei (Cuvier, 1833)
- Caranx bucculentus (Alleyne & Macleay, 1877)
- Caranx caballus (Günther, 1868)
- Caranx caninus (Günther, 1867)
- Caranx crysos (Mitchill, 1815)

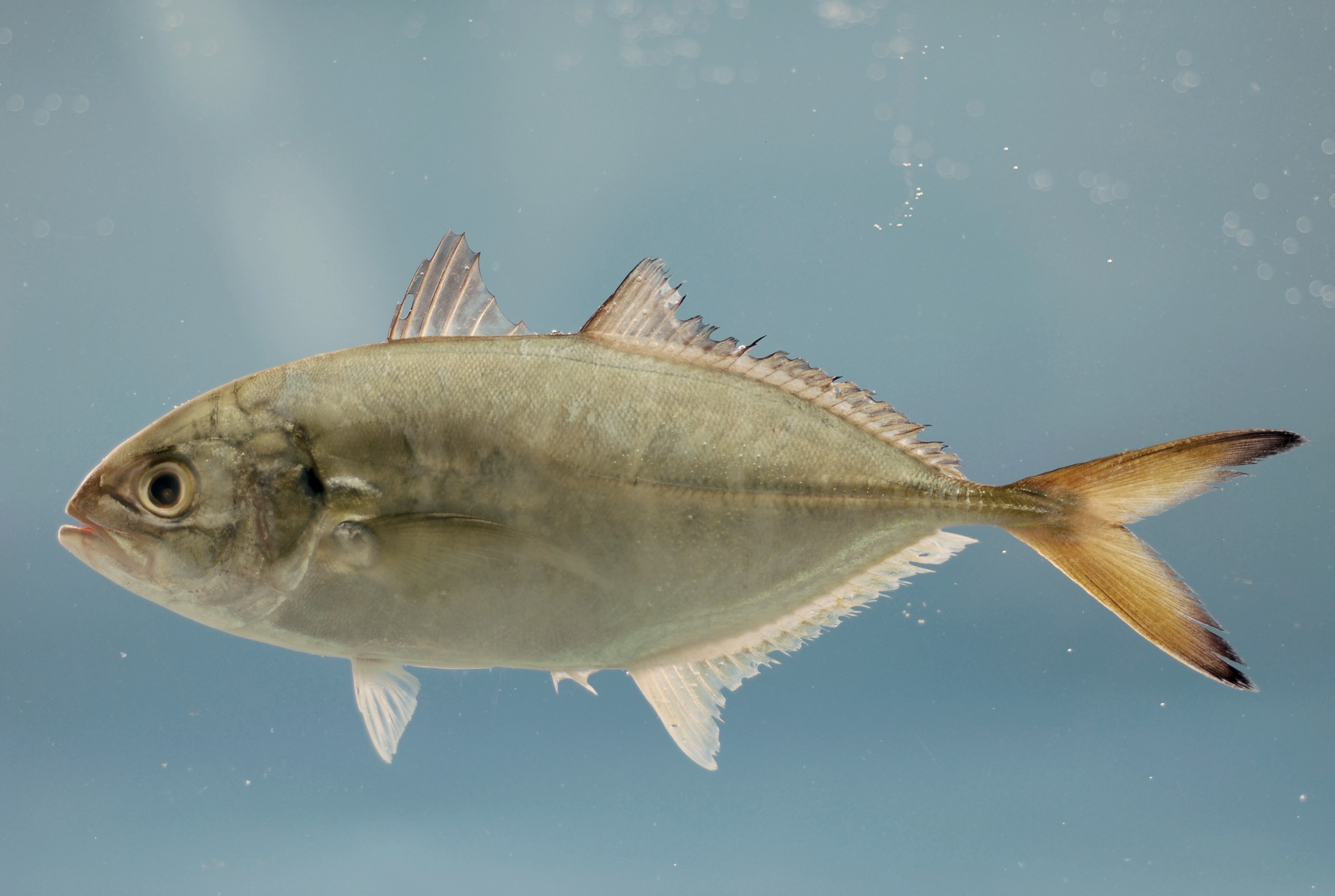
Caranx crysos

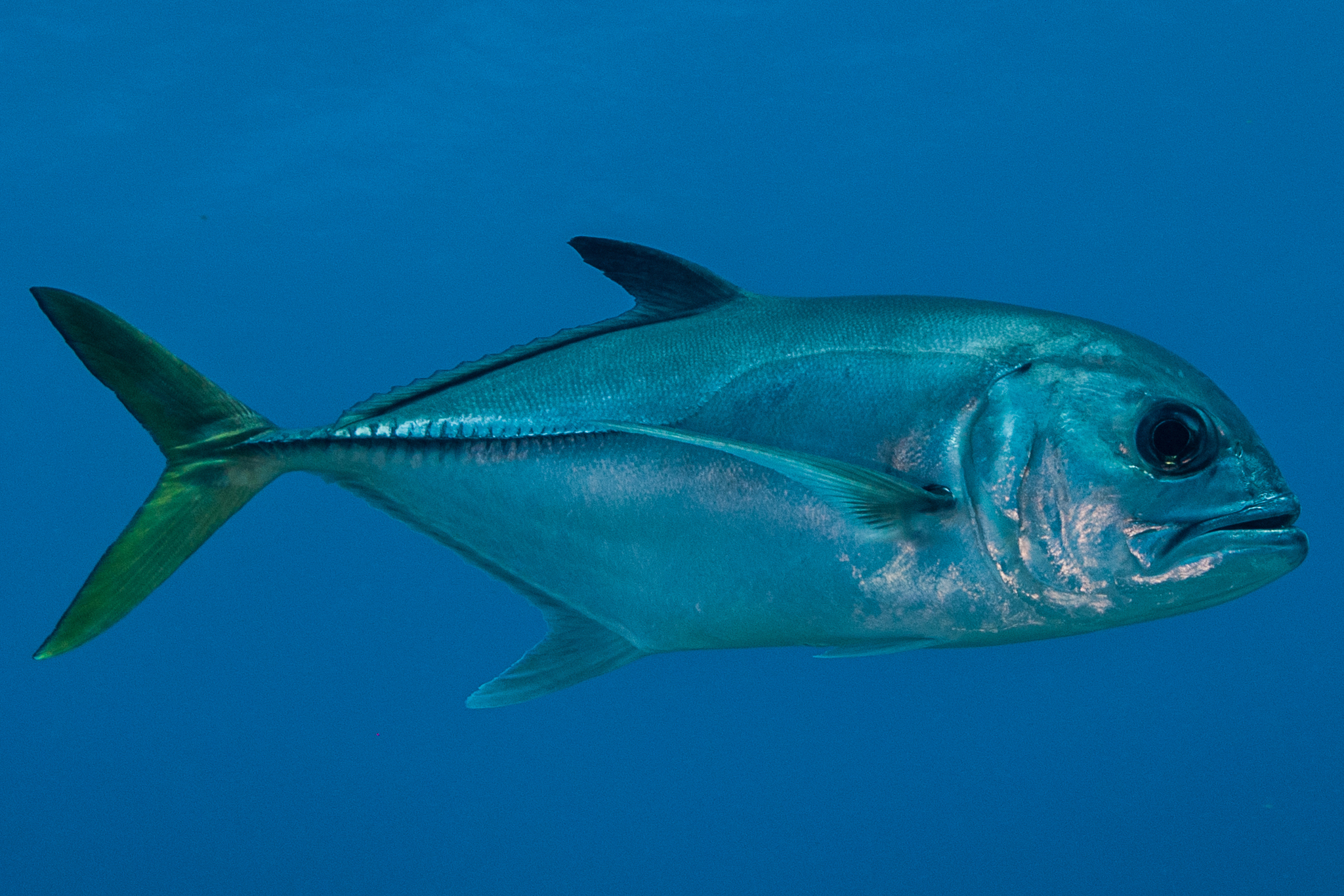
Caranx latus

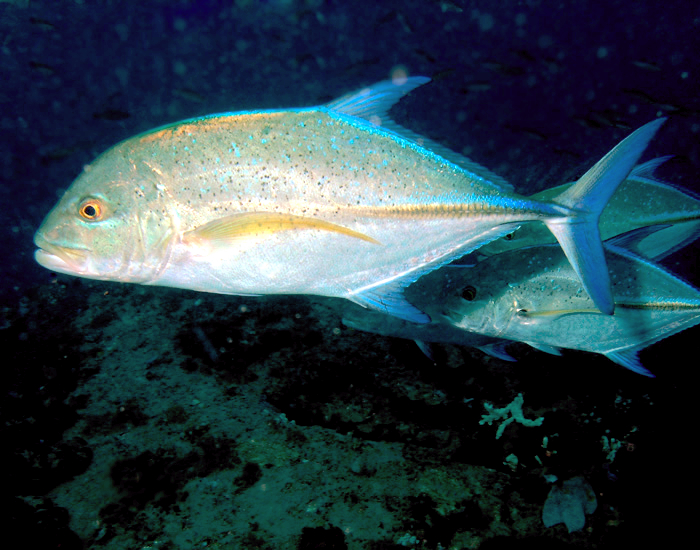
Caranx melampygus

- Herbers Makrele (Caranx heberi (Bennett, 1830))
- Cavalla (Caranx hippos (Linnaeus, 1766))
- Caranx ignobilis (Forsskål, 1775)
- Caranx latus (Agassiz, 1831)
- Caranx lugubris (Poey, 1860)
- Caranx melampygus (Cuvier, 1833)
- Papua-Makrele (Caranx papuensis (Alleyne & Macleay, 1877))
- Caranx rhonchus (Geoffroy Saint-Hilaire, 1817)
- Caranx ruber (Bloch, 1793)
- Caranx sansun (Forsskål, 1775)
- Caranx senegallus (Cuvier, 1833)
- Großaugen-Makrele (Caranx sexfasciatus (Quoy & Gaimard, 1825))
- Caranx tille (Cuvier, 1833)
- Caranx vinctus (Jordan & Gilbert, 1882)